# 贝嘉德
贝嘉德（Horace MacCartie Eyre Price，1863年8月3日—1941年11月21日）博士是一位英国圣公会传教士。
1863年8月3日，贝嘉德出生于英格兰伍斯特郡莫尔文（Malvern）的一个牧师家庭。他就读于罗塞尔学校（Rossall School）和剑桥大学三一学院，1886年接受按立。他受英国圣公会差会派遣，在塞拉利昂传教，后来担任萨福克郡温菲尔德的牧师。接着他服务于日本圣公会，后来成为大阪会吏长。1905年，他成为圣公会福建教区首任主教，直到1918年。返回英格兰后，他出任伊利教区会吏长和伊利座堂的法政牧师，直到1941年11月21日去世。